# Priorità marciana

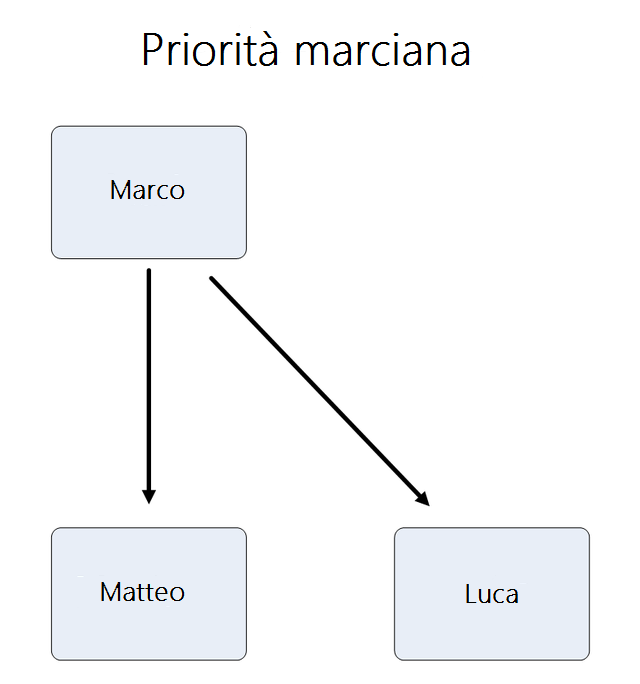
Schema della relazione tra Vangelo secondo Marco e gli altri due vangeli sinottici in base alla teoria della priorità marciana.

La priorità marciana è una ipotesi di soluzione del problema sinottico, secondo la quale il Vangelo secondo Marco sarebbe stato il primo tra i tre vangeli sinottici ad essere composto e gli altri due, il Vangelo secondo Luca e il Vangelo secondo Matteo, avrebbero utilizzato Marco come una delle loro fonti.
L'ipotesi della priorità marciana è oggi quella accettata dalla maggioranza degli studiosi del Nuovo Testamento, i quali affermano anche che gli autori del Vangelo secondo Luca e del Vangelo secondo Matteo utilizzarono una fonte andata perduta dei detti di Gesù, chiamata Fonte Q; questa conclusione è basata sull'analisi delle relazioni tra i tre vangeli in termini di linguaggio e di contenuto. 
Una minoranza di studiosi sostengono l'ipotesi agostiniana, affermando che l'ipotesi della priorità marciana non sia coerente con le prove interne e con le testimonianze dei Padri della Chiesa, tra i quali il Vangelo secondo Matteo è tradizionalmente considerato il primo ad essere stato composto. 
Un'altra minoranza di studiosi accetta la priorità marciana, ma rigetta l'esistenza di Q: la principale ipotesi in tal senso è la cosiddetta ipotesi Farrer, i cui sostenitori di maggior rilievo sono Michael Goulder e Mark Goodacre.

## Argomenti a favore dell'ipotesi
Gli studiosi contemporanei sostengono la priorità marciana direttamente o confutando i principali rivali della priorità marciana, l'ipotesi agostiniana e l'ipotesi Griesbach, le quali sostengono, tra le altre cose, che l'autore del Vangelo secondo Marco ebbe accesso al Vangelo secondo Matteo.

### Contenuti assenti nelVangelo secondo Marco
Il Vangelo secondo Marco è di gran lunga il più corto dei vangeli e manca di molto materiale importante contenuto nel Vangelo secondo Luca e nel Vangelo secondo Matteo; è stato affermato che sarebbe stato difficile per l'autore di Marco omettere eventi importanti contenuti in Matteo e Luca, se avesse avuto accesso a questi vangeli.

### Contenuti presenti solo nelVangelo secondo Marco
Vi sono pochi passi del Vangelo secondo Marco che non si trovano né nel Vangelo secondo Luca né nel Vangelo secondo Matteo; qualora Marco fosse successivo a Matteo, la scelta dei brani aggiunti sarebbe alquanto strana. Qualora l'autore di Marco avesse utilizzato Luca e Matteo, sarebbe difficile capire per quale motivo abbia aggiunto così poco materiale, una volta deciso di farlo; d'altro canto, se fosse stato il Vangelo secondo Marco ad essere scritto per primo, gli autori di Matteo e Luca avrebbero, come accade spesso, avuto buoni motivi per rimuovere tali passaggi.
Un esempio è contenuto nel Vangelo secondo Marco 3,21, in cui si dice come la famiglia di Gesù lo ritenesse impazzito; un altro è rappresentato dai versetti 14,51-52, che raccontano un evento oscuro senza un significato palese, nel quale un ragazzo si avvicina a Gesù e poi fugge nudo. Di rilievo anche il brano 8,22-26, in cui Gesù tenta due volte di guarire un cieco, senza che il primo tentativo sembri andare a buon fine.

### Alterazioni di contenuto rispetto agli altri sinottici
Lì dove il Vangelo secondo Marco differisce dal Vangelo secondo Luca, dal Vangelo secondo Matteo o da entrambi, è frequente il caso in cui è più facile comprendere le ragioni per cui l'autore di Luca o Matteo abbia voluto cambiare il testo di Marco che il caso opposto. Per esempio, il brano del Vangelo secondo Matteo 20,20 elimina le critiche ai discepoli presenti in Vangelo secondo Marco 10,35, mentre Matteo 8,25 e Luca 8,24 eliminano entrambi la mancanza di rispetto dei discepoli nei confronti di Gesù presente in Marco 4,38.
Il Gesù di Marco appare spesso più umano di quello di Matteo; Davies e Allison elencano diversi passaggi in cui Marco, ma non Matteo, racconta di un Gesù soggetto ad emozioni (per esempio, Marco 1,41, da confrontare con Matteo 8,3), ignorante alcuni fatti (per esempio Marco 8,3, da confrontare con Matteo 14,16-17), o incapace di fare qualcosa (ad esempio Marco 6,5, da confrontare con Matteo 13,58,35 ).

### Linguaggio primitivo delVangelo secondo Marco
La lingua greca utilizzata dall'autore del Vangelo secondo Marco è più primitiva rispetto a quella usata dagli altri autori evangelici. Spesso una stessa frase di Gesù è riformulata in Luca o Matteo molto più eloquentemente che in Marco; inoltre in Marco si trova talvolta l'uso di una parola o di una frase inusuali quando in Matteo è usata una parola comune. Ciò sarebbe sensato se fosse l'autore di Matteo a rivisitare il testo di Marco, piuttosto che l'opposto.

### Vivacità e prolissità delVangelo secondo Marco
Lì dove i racconti di Marco e Matteo coincidono, il primo mostra spesso un testo più vivido e prolisso; ritenendo improbabile che l'autore di Marco stesse inserendo dettagli in molte citazioni matteiane lasciando al contempo fuori eventi importanti come la nascita di Gesù. Una spiegazione della sua prolissità è che fosse più "vicino" alle testimonianze oculari dei fatti.

### Affaticamento
Mark Goodacre elenca un certo numero di occasioni in cui sembra che l'autore del Vangelo secondo Matteo o quello del Vangelo secondo Luca inizino ad alterare il contenuto del Vangelo secondo Marco, ma poi si stanchino e inizino a copiare il loro modello direttamente, anche quando questo significhi creare delle incoerenze con quanto già scritto. Ad esempio, l'autore del Vangelo secondo Matteo è più preciso di quello di Marco nell'uso dei titoli, tanto che inizialmente, in Matteo 14,1, chiama Erode Antipa col titolo corretto di "tetrarca", eppure successivamente (in Matteo 14,9) diventa meno preciso e lo chiama "re", probabilmente in quanto in quel momento stava copiando l'autore di Marco (6,26).
Un altro esempio fornito da Goodacre è la versione del Vangelo secondo Luca della moltiplicazione dei pani e dei pesci, in cui l'autore sembra mutare l'ambientazione della storia, spostandola dal deserto, dove l'aveva posta l'autore di Marco, alla «città chiamata Betsaida» (9,10); eppure successivamente torna in accordo con l'autore di Marco, affermando che gli eventi ebbero effettivamente luogo nel deserto (9,12). Secondo Goodacre l'autore di Luca tornò a seguire Marco, senza accorgersi che contraddiceva quanto detto precedentemente.

## Argomenti contro l'ipotesi

### Indizi esterni
I primi scrittori ecclesiastici sembrano indicare che: il Vangelo secondo Matteo fu composto per primo. Ireneo, nel suo libro Contro le eresie, racconta che Matteo scrisse un vangelo in aramaico per gli Ebrei, poi Marco, discepolo e interprete di Pietro apostolo, trascrisse dopo la morte del suo maestro ciò che questi predicava, così come Luca scrisse quello che predicava Paolo di Tarso.

### Concordanze minori
In alcune occasioni, il Vangelo secondo Luca e il Vangelo secondo Matteo concordano tra di loro ma sono in contrasto con il Vangelo secondo Marco, suggerendo che Luca e Matteo non siano indipendenti tra loro, fatto in contrasto con alcune versioni della priorità marciana, come la teoria delle due fonti.

### Procedura di redazione
Secondo William Farmer, in molti casi è facile vedere come l'autore di Marco, avendo accesso sia al Vangelo secondo Luca che al Vangelo secondo Matteo, possa aver scritto i propri versetti; ad esempio, Marco 1,32 menziona sia l'arrivo della sera che il tramonto del sole, mentre Matteo 8,16 e Luca 4,40 citano ciascuno solo uno di questi due fatti.

## Priorità marciana e origine dei vangeli
L'accettazione della priorità marciana sui vangeli secondo Luca e secondo Matteo pone il problema dell'origine del materiale comune presente in questi ultimi ma assente in Marco. In linea di massima esistono due soluzioni proposte: la prima fa riferimento alla Fonte Q, un documento ipotetico disponibile agli autori di Matteo e Luca, e viene detta "teoria delle due fonti"; la seconda ipotizza che l'autore di Matteo avesse a disposizione il Vangelo secondo Luca o viceversa (una simile ipotesi è l'ipotesi Farrer).
Pochi studiosi sostengono che la fonte documentaria per la "tripla tradizione" non fu Marco, ma una sua versione preliminare (detta Ur-Markus o proto-Marco) oppure una revisione successiva al Marco poi conservatosi e detto deutero-Marco, o entrambe.